# Marie Jahoda
Marie Jahoda (* 26. Jänner 1907 in Wien, Österreich-Ungarn; † 28. April 2001 in Keymer, Sussex, Großbritannien; auch Marie Jahoda-Lazarsfeld oder Lazarsfeld-Jahoda, durch weitere Heirat Albu; Pseudonym: M. Mautner) war eine österreichische Sozialpsychologin. Sie betätigte sich politisch in der Sozialdemokratischen Arbeiterpartei, bei den revolutionären Sozialisten sowie bei der Auslandsvertretung der österreichischen Sozialisten. Jahoda engagierte sich seit ihrer Jugend für die Arbeiterbewegung und galt als eine der „großen alten Damen“ der internationalen Sozialdemokratie.

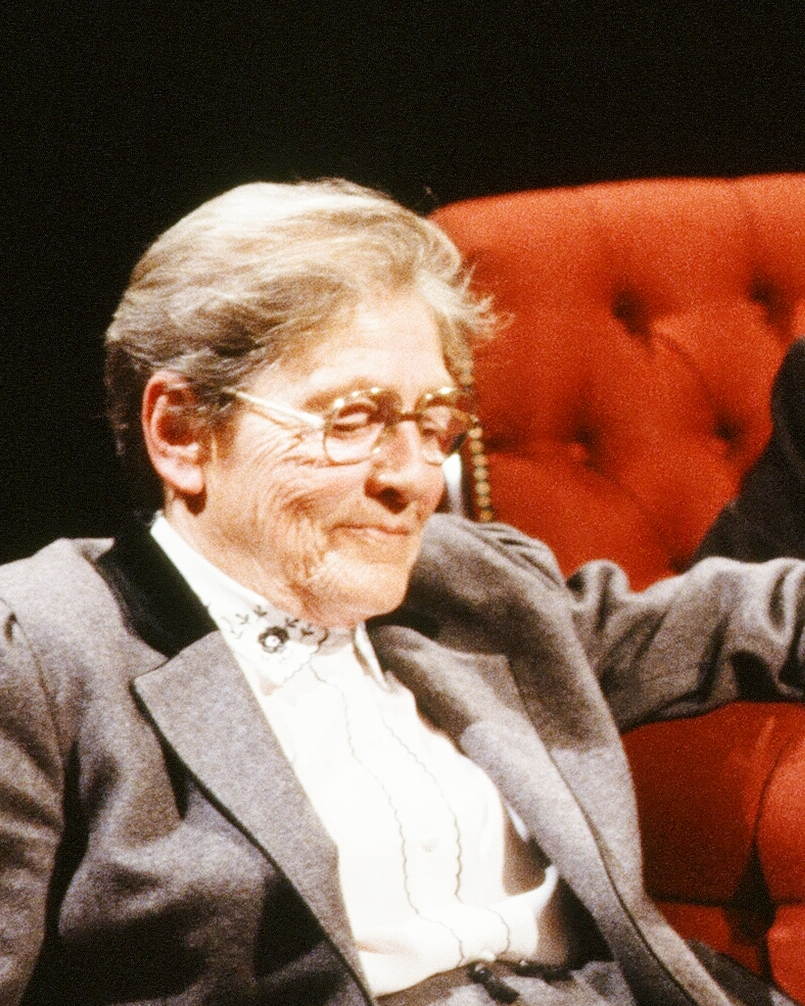
Marie Jahoda (1988)

## Leben
Marie Jahoda wuchs als drittes von vier Kindern in einer bürgerlichen, assimilierten jüdischen Familie auf. Sie hatte zwei Brüder (Edi, geboren 1903, und Fritz, geboren 1909) und eine Schwester (Rosi, geboren 1905, verehelichte Kuerti). Ihre Eltern waren der Kaufmann Karl Jahoda und dessen Gattin Betty, geb. Probst. Ihr Vater schien in ihrem Geburtsjahr im Adressbuch mit der Wohnadresse 2., Wittelsbachstraße 4 (bei der Rotundenbrücke, am Pratercottage) und als Gesellschafter der Firma Carl Jahoda, Spezialgeschäft für technische Papiere und Utensilien, 3., Radetzkystraße 11, auf.
Jahoda maturierte 1926 am Mädchen-Realgymnasium des Vereins für realgymnasialen Mädchenunterricht in Wien 8. Sie engagierte sich im Verband Sozialistischer Mittelschüler. Dort lernte sie den damaligen Lehrer Paul Felix Lazarsfeld kennen, den sie als 19-Jährige 1926 heiratete. Sie behielt jedoch ihren Geburtsnamen bei. Jahoda begann ein Doppelstudium: Lehrerausbildung an der Pädagogischen Akademie sowie Psychologie an der Universität Wien. Sie arbeitete zusätzlich in einem Beratungszentrum für Schüler. Mit 21 Jahren zog sie kurzfristig ein Jahr nach Paris, hörte Vorlesungen an der Sorbonne und unterrichtete Latein.
1930 kam in Wien ihr einziges Kind, Lotte Franziska (* 17. Juli 1930), zur Welt. Im Rahmen eines Forschungsprojekts zur Entwicklung von Babys protokollierte sie mit ihrem Mann im ersten Jahr Gesten, Lächeln und Laute des Kinds.

## Bedeutung für die Sozialwissenschaft
Gemeinsam mit ihrem Mann und Hans Zeisel führte Jahoda 1932 eine sozialpsychologische Studie über Die Arbeitslosen von Marienthal durch; die Studie wurde berühmt. Die 1926 geschlossene Ehe mit Lazarsfeld wurde 1934 geschieden, nachdem er sich seit 1932 mit Herta Herzog eingelassen hatte.
1933 war sie Mitglied der Vereinigung sozialistischer Schriftsteller. Von 1933 bis 1936 war Jahoda unter anderem an der „Wirtschaftspsychologischen Forschungsstelle“ tätig, einem An-Institut der Universität Wien. Sie wurde mit 25 Jahren promoviert und war damit eine der jüngsten Doktorinnen Österreichs.
Daneben war sie für die Revolutionären Sozialisten im Untergrund aktiv. 1936 wurde sie wegen ihrer Untergrundtätigkeit verhaftet. Jahoda kam aufgrund internationaler Interventionen nach neunmonatiger Haft wieder frei, musste jedoch im Juli 1937 das Land innerhalb von 24 Stunden verlassen. Dazu wurde ihr die österreichische Staatsbürgerschaft aberkannt.
Jahoda emigrierte nach England, wo sie während des Zweiten Weltkrieges u. a. für den Propagandasender „Radio Rotes Wien“ und das London Büro der Auslandsvertretung der österreichischen Sozialisten als beratendes Mitglied arbeitete.
Nach acht Jahren in London ging Jahoda 1945 in die USA und lehrte bis 1958 an der „University in Exile“, der New School for Social Research in New York, als Professorin für Sozialpsychologie. Hier arbeitete sie auch mit den exilierten Mitgliedern der Frankfurter Schule zusammen, unter anderem auch mit Max Horkheimer.
1958 heiratete sie den britischen Labour-Abgeordneten im House of Commons und Minister of State Austen Albu (1903–1994).
1958 bis 1965 übte Jahoda mehrere Lehrtätigkeiten für Psychologie am Brunel College of Advanced Technology in Uxbridge, Hillingdon (bei London), aus. Erst 1962 erhielt sie eine Professur für Psychologie und Sozialwissenschaften. Von 1965 an bis zu ihrer Emeritierung 1973 hatte sie einen Lehrstuhl für Sozialpsychologie an der Universität von Sussex inne. Sie entwickelte ein Modell der manifesten und latenten Funktionen der Erwerbsarbeit.
Jahoda formulierte ein klassisches Problem der Sozialwissenschaften: „The problem in the human and social sciences is to make invisible things visible“. (Deutsch: Das Problem der Sozialwissenschaften ist es, unsichtbare Dinge sichtbar zu machen.) Sie sprach damit das Problem der qualitativen Methoden und Analysetechniken an, um z. B. die Einstellungen oder Werte eines Interviewten zu ermitteln, die sich bei einer reinen Oberflächenanalyse nicht zeigen.

## Auszeichnungen
- 1985: Ehrendoktorwürde der Universität Bremen
- 1992: Mitglied der American Academy of Arts and Sciences
- 1993: Preis der Stadt Wien für Geistes- und Sozialwissenschaften
- 1993: Großes Silbernes Ehrenzeichen für Verdienste um die Republik Österreich
- Seit dem WS 1994/95 wird zu ihren Ehren ein Lehrstuhl für Frauenforschung an der Ruhr-Universität Bochum für einjährige Gastprofessuren gestiftet
- 1998 erhielt sie die Ehrendoktorwürde der Johannes Kepler Universität in Linz[7] und der Universität Wien
- 1998: Benennung des Jahoda-Tors auf dem Campus der Universität Wien[8]
- 2003: Benennung einer zweisprachigen Wiener Volksschule in „Marie Jahoda-Schule“.[9]
- 2008 in Wien-Hernals: Benennung der Marie-Jahoda-Gasse nach ihr
- Im Juni 2016 wurde sie mit einer Büste im Arkadenhof der Universität Wien geehrt.[10][11]
- am 14. Oktober 2021 wurde der Marie-Jahoda-Hof nach ihr benannt[12]

## Rezeption und Würdigung
- An der Ruhr-Universität Bochum wurde 1994 eine nach Marie Jahoda benannte Gastprofessur für Internationale Geschlechterforschung ins Leben gerufen und im Jahr 2019 das International Center for Gender Studies gegründet.[13][14] Jahodas Thesen über die Funktionen von Arbeit bildeten eine wichtige Inspirationsquelle für den Roman Wovon wir leben (2023) von Birgit Birnbacher.[15]
- Im Jänner 2022 wurde ein Lehrgang der Wiener Parteischule nach Marie Jahoda benannt. Damit soll sich ihrem Leben und Wirken besonders gewidmet und Menschen in einer politischen Grundausbildung mit ihrer Arbeit vertraut machen werden.
- Im September 2022 wurde der „Marie-Jahoda-Preis für herausragende wissenschaftliche Erkenntnisse“ von den sozialdemokratischen Bildungsorganisationen SPÖ Bildung, Wiener SPÖ-Bildung und Wiener Bildungsakademie ins Leben gerufen. Erste Preisträgerin ist die 1930 in Österreich als Tochter von Marie Jahoda und Paul Felix Lazarsfeld geborene, US-amerikanische Sozialpsychologin Lotte Bailyn, welche die Auszeichnung für ihre Forschung zum Strukturwandel in der industriellen Arbeitswelt erhält.[16] Preisträgerin im Jahr 2023 wurde Prof. Käthe Sasso, die knapp vor ihrem 98. Geburtstag, diese letzte Auszeichnung für ihren Einsatz für historische Aufklärung vor ihrem Tod übernahm.[17]

## Schriften (Auswahl)
- mit Paul F. Lazarsfeld und Hans Zeisel: Die Arbeitslosen von Marienthal. Ein soziographischer Versuch über die Wirkungen langandauernder Arbeitslosigkeit. Hirzel, Leipzig 1933; wieder: Suhrkamp, Frankfurt am Main 1975, ISBN 3-518-10769-0.
- Autorität und Erziehung in der Familie, Schule und Jugendbewegung Oesterreichs, in: Institut für Sozialforschung, Studien über Autorität und Familie, Paris 1936, Nachdruck; zu Klampen, Lüneburg 1987, ISBN 3-924245-08-8.
- Anti-semitism and emotional disorder. A psychoanalytic interpretation. Mit Nathan W. Ackerman. Harper, NY 1950[18].
- Research Methods in Social Relations. 1951. Mit Morton Deutsch und Stuart W. Cook.
- Studies in the Scope and Method of „The Authoritarian Personality.“ Mit Nathan W. Ackerman, Theodor W. Adorno, Bruno Bettelheim, Else Frenkel-Brunswik u. a.).
  - in Deutsch: Der autoritäre Charakter. Band 2: Studien über Autorität und Vorurteil. Materialis, Frankfurt 1954, ISBN 3-88535-341-5.
- Current Concepts of Positive Mental Health. Report to the Joint Commission of Mental Health and Illness. NY Basic Books, New York 1958.
- Sozialpsychologie der Politik und Kultur. Ausgewählte Schriften. Nausner & Nausner, Graz 1995, ISBN 3-901402-02-0.
- „Ich habe die Welt nicht verändert.“ Lebenserinnerungen einer Pionierin der Sozialforschung. Herausgegeben von Steffani Engler, Brigitte Hasenjürgen, Beltz, Weinheim 2002, ISBN 3-407-22753-1.
- Wieviel Arbeit braucht der Mensch? Arbeit und Arbeitslosigkeit im 20. Jahrhundert, (Reprint der 3. Aufl.), Beltz, Weinheim 1995, ISBN 978-3-407-85033-1.
- Lebensgeschichtliche Protokolle der arbeitenden Klassen 1850–1930. Dissertation, Wien 1932; veröffentlicht: StudienVerlag, Innsbruck-Wien-Bozen 2017, ISBN 978-3-7065-5567-8.
- Arbeitslose bei der Arbeit & Aufsätze und Essays. 2 Bände, StudienVerlag, Innsbruck-Wien-Bozen 2019, ISBN 978-3-7065-5983-6.
- Rekonstruktionen meiner Leben. Herausgegeben von Johann Bacher, Waltraud Kannonier-Finster u. Meinrad Ziegler. Mit einem Essay von Lotte Bailyn. Edition Konturen, Wien 2024, ISBN 978-3-902968-95-1.

Aufsätze (Auswahl)
- The Psychology of the Invisible: An Interview. In: New Ideas in Psychology (4) 1986, Nr. 1, S. 107–118.
- Wie kommt man durchs Leben, Frau Jahoda? In: Die Zeit, 10. Juni 1999, Leben, S. 10–11.